# 손해배상자의 대위
손해배상자의 대위(損害賠償者의 代位)란 자전거 보관업자가 어느 고객의 자전거를 부주의로 도난을 당하거나, 시계포에서 수선을 의뢰받은 시계를 파손해서 그 가액을 전부 배상한 경우에는 고객이 가지고 있던 자전거나 시계의 소유권을 취득하는 경우를 말한다. 배상자 대위라고도 한다.
고객이 전부의 배상을 받으면서도 그 물건의 소유권을 가지는 것은 부당이득이 되며 실손해 전보의 취지에 반하므로 이러한 제도가 마련되어 있다(399조). 불법행위의 경우에는 규정이 없으나 위와 똑같이 생각되고 있다. 권리는 별도로 이전계약을 하지 않더라도 좋다. 다만 일부만을 배상한 경우는 배상자 대위가 인정되지 아니한다. 또한 임차인이 집을 태운 경우는 그가 가옥소유자에게 배상하더라도 가옥소유자의 보험금 청구권을 취득할 수 없으며 오히려 보험회사가 가옥소유자의 손해배상 청구권에 대위한다(상 682조 참조).